# Uganda Cricket Association
Uganda Cricket Association è la federazione nazionale del gioco del cricket in Uganda.

## Storia
Inizialmente il cricket in Uganda era organizzato dalla East African Cricket Conference, solo nel 1998 fu fondata una federazione nazionale, che divenne subito membro dell'International Cricket Council e che uscì dall'egida della confederazione sovranazionale nel 2003.